# جيرهارد تريميل
جيرهارد تريميل (بالألمانية: Gerhard Tremmel) (16 نوفمبر 1978 ميونخ ألمانيا - ) هو لاعب كرة قدم ألماني، يلعب كحارس مرمى.

## وصلات خارجية
جيرهارد تريميل على موقع إي إس بي إن إف سي (الإنجليزية)
- جيرهارد تريميل على موقع قاعدة بيانات كرة القدم.إي يو (الإنجليزية)
- جيرهارد تريميل على موقع بيانات كرة القدم. دي إي (الألمانية)
- جيرهارد تريميل على موقع Soccerbase.com (لاعب) (الإنجليزية)
- جيرهارد تريميل على موقع Soccerway.com (الإنجليزية)
- جيرهارد تريميل على موقع عالم كرة القدم.نت (الإنجليزية)
- جيرهارد تريميل على موقع AS.com (الإسبانية)